# Episinus colima
Episinus colima là một loài nhện trong họ Theridiidae.
Loài này thuộc chi Episinus. Episinus colima được Herbert Walter Levi miêu tả năm 1955.